# Senan d'Inis Cathay
Saint Senan d'Inis Cathay (vers 488 - 544) est un saint irlandais né dans le comté de Clare. Abbé du monastère d'Inis Cathay, il y fit toujours sa résidence, même après qu'il eut été élevé à l'épiscopat. Il meurt en 544 au couvent de Killeochaile (Kilnagellagh), en revenant d’une visite à saint Casside, son père spirituel. Il fut enterré une semaine après. Il est fêté le 8 mars.
En Basse-Bretagne, saint Senan est appelé sant Sané, appellation qui donna son nom à la commune de Plouzané en Finistère.

## Sa vie

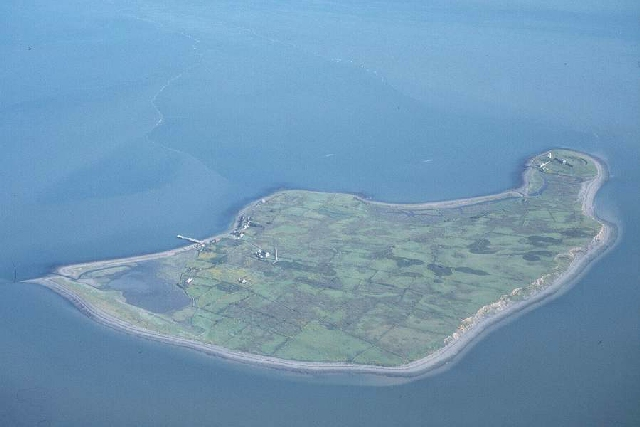
Vue aérienne de l’Île Scattery.

Né vers 488 à Magh Lacha (Kilrush), il étudie à Kilmanagh (Kilkenny) avec saint Natal. Il est généralement compté parmi les « Douze apôtres de l'Irlande ». Il fonde en effet des églises à Inniscarra (comté de Cork), Inisluighe (comté de Limerick) et à Deer Island, Inis Mór et Mutton Island. Il fait un pèlerinage à Ménevie, à Tours et à Rome et revient en Irlande vers 520. 
Vers 535, il fonde un monastère sur l’Île Scattery (Inis Cathay) dans l’embouchure du Shannon. Les femmes n’étaient pas admises dans son île et il crée pour elles deux couvents. Son diocèse s’étendait sur la localité de Templeshannon qui porte son nom en gaélique : Teampul Senain. 

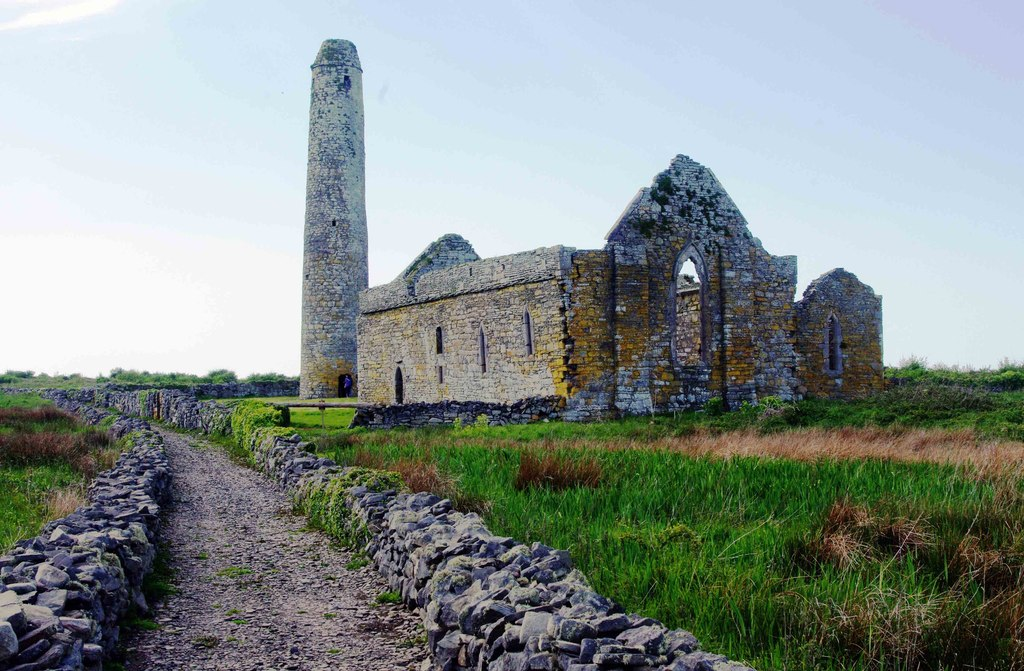
Les vestiges de l'abbaye d'Inis Cathay.

L'île de Scattery devint non seulement une abbaye célèbre mais aussi pour un temps le siège d'un évêché dont Senan fut le premier évêque. De l'ensemble, il reste aujourd'hui les vestiges d'une cathédrale, d'un oratoire et d'une tour de 36 mètres. L'église principale de l'île est appelée Teampall Naomh Mhuire, cathédrale Sainte-Marie, située à côté de la tour ronde. Il y a l'effigie d'une tête d'évêque sur l'extérieur de la fenêtre Est de la cathédrale qui serait celle de saint Senan. Le puits sacré, appelé Tobar Sinean, à côté de la tour ronde, était tenu en grande révérence et respect par les habitants de l'île.